# 高田商店
高田商店（高田薬品）株式会社（たかだしょうてん）は、東京都台東区鳥越2-13-8に本社を置く、医薬品卸売業であった。塩野義製薬系医薬品卸。現在はスズケンである。

## 最終概要
- 代表取締役社長 瀬島 基太郎
- 資本金　4,800万円

## 大株主
- 塩野義製薬
- 高田伊之助

## 沿革
- 1938年（昭和13年）7月 - 「高田伊之助商店」創業
- 1949年（昭和24年）5月 - 資本金100万円で「株式会社高田商店」と商号変更
- 1973年（昭和48年）7月 - 「高田薬品株式会社」へ商号変更

## 高田薬品の営業所
- 病院部　浅草営業所・東京都台東区鳥超2-13-8
- 大田営業所・東京都大田区千鳥2-9-15
- 平井営業所・東京都葛飾区西新小岩3-25-17
- 足立営業所・東京都足立区梅田7-23-10
- 国立営業所・東京都国立市富士見台3-2-5
- 千葉営業所・千葉県千葉市都町169
- 松戸営業所・千葉県松戸市小金原9-34-1
- 大宮営業所・埼玉県さいたま市北区吉野町2-234-1
- 深谷営業所・埼玉県深谷市東方字川内3516

## 主な取引メーカー
- 塩野義製薬
- 日本化薬
- 日本ヘキスト
- 持田製薬